# Морское нефтяное месторождение
Морское — нефтяное месторождение в Казахстане. Расположено в Атырауской области. Открыто в 1965 году. Разработка началась в 2006 году.
Плотность нефти составляет 0,936-0,954 г/см3 или 19° API. Нефть высокосернистая 2,58 %, парафинистая 3,89 %.
Нефтеносность связана с отложениям альб-аптского возраста. Залежи на глубине 1,1-1,3 км. Начальные запасы нефти 40 млн тонн.
Оператором месторождение является нефтяная компания АО "КоЖан".